# Movimiento Nacional de Liberación Saharaui
El Movimiento Nacional de Liberación Saharaui (حركة تحرير, Harakat Tahrir en árabe) fue una organización político-armada nacionalista saharaui. Fue creado en 1968 o 1969 y liderado por Mohamed Sidi Brahim Basir, quien fue uno de los primeros líderes independentistas saharauis. El Movimiento de Liberación Saharaui buscaba la independencia del Sahara Occidental, gobernado por España.

## Actividad
El movimiento, fundado como partido político clandestino por varias tribus locales, tenía como objetivo el personal y las instalaciones militares de los militares españoles del Sáhara español, principalmente contra la Legión Española. En El-Aaiún el movimiento propició la intifada de Zemla, lo cual desembocó en la detención y desaparición del líder del movimiento, Mohamed Basiri. El movimiento siguió con levantamientos en Río de Oro junto con otras organizaciones separatistas como el Frente Popular de Saguia El Hamra.
Entre 1973 y 1975, se fusionaron en el Frente Polisario. Tras la firma del Acuerdo Tripartito de Madrid, donde Marruecos y Mauritania se repartían el Sáhara Occidental, fundaron la República Árabe Saharaui Democrática (RASD) en 1976 para establecer un Estado soberano saharaui y luchar con la ocupación extranjera en el territorio.